# 小行星8157
小行星8157（英語：8157）是一颗围绕太阳公转的小行星。1988年12月15日，Y. Oshima在静冈县发现了此天体。
这颗小行星的绝对星等为179.9167696386784等。